# Костёл Божией Матери Доброго совета (Рудамина)
Костёл Божией Матери Доброго совета, костёл Божией Матери Доброй советчицы (лит. Rudaminos Švč. Mergelės Marijos, Gerosios Patarėjos, bažnyčia, пол. Kościół Matki Boskiej Dobrej Rady) — католический приходской храм в деревне Рудамина Вильнюсского района, в 12 км к югу от Вильнюса. Богослужения проводятся на литовском и польском языках.

## История
Католический приход образовался в Рудамине до 1500 года; тогда был построен первый приходской храм. В 1525 году его ректором стал Ян Домановский, в 1528 году рудаминский костёл был присоединён к вильнюсскому костёлу Святых Иоаннов. Его настоятель Юзеф Маршевский в 1730 году на месте старого костёла построил новый храм. В 1781 году упоминалась действовавшая при храме приходская школа. В 1832 году костёл был отремонтирован на средства графа Михала Тышкевича.
Около 1835 года в окрестностях Рудамины поселилось несколько православных семей. В 1866 году 603 католика было записано православными и храм был превращён в православную церковь Преображения Господня. Спустя восемь лет она была разобрана, чтобы из её материалов построить более крупную размерами приходскую церковь. Храм был возведён в 1876 году. Он пострадал во время Первой мировой войны.
После выхода в 1905 году Указа об укреплении начал веротерпимости жители Рудамины начали предпринимать усилия к строительству нового костёла. В 1907 году было получено разрешение и началось строительство по проекту архитектора Михала Дубовика. Для постройки было собрано свыше 10 тысяч рублей пожертвований. В 1909 году нынешний деревянный костёл был построен. 23 декабря 1909 года администратором виленской епархии ксендзом Казимиром Михалькевичем и назначенного настоятелем ксендзом Юлианом Рачковским храм был освящён во имя Божией Матери Доброго совета.

## Архитектура и убранство

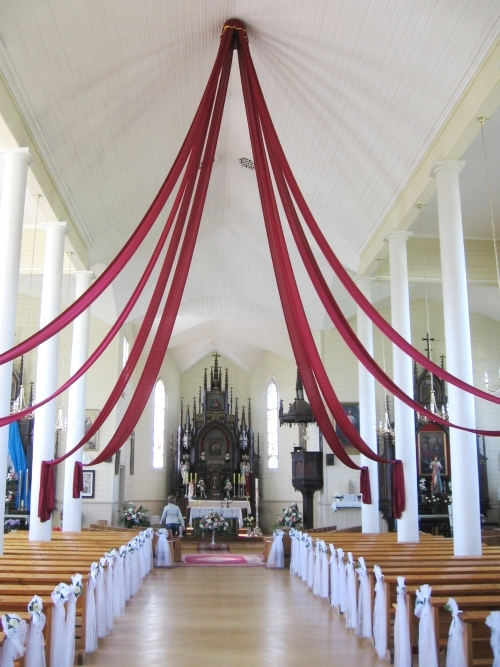
Интерьер костёла Божией Матери Доброго совета

По описанию 1921 года, храм длиной 37 м и 44 см, шириной 15 м и 84 см, высотой 10 м. Он построен в стиле историзма, с чертами неоготики и неоклассицизма. Здание крестового плана, с двумя башнями разной высоты и с трёхстенной апсидой.
Внутри храма три нефа, отделённых колоннами, и три алтаря. В главном алтаре располагается образ Матери Божией Доброго Совета.
Двор окружён каменной оградой.